# Feuillu
Pour la fête populaire, voir Le Feuillu.

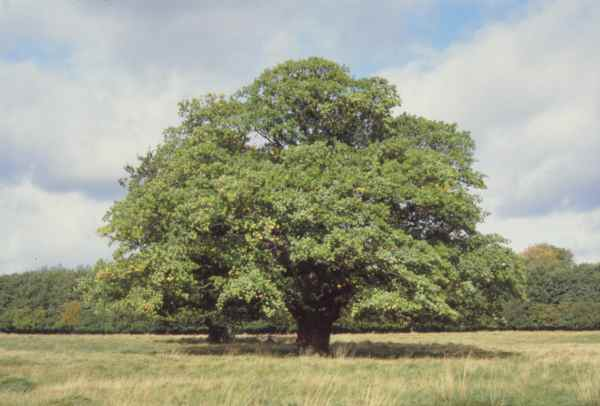
Le chêne est un type de feuillu.

Les feuillus sont des angiospermes dicotylédones apparus il y a 140 millions d'années. Leur caractéristique fondamentale est la présence de cellules spécialisées dans le transport de la sève : les vaisseaux. Les feuillus sont des arbres produisant des feuilles bien développées, par opposition aux conifères ou résineux dont la forme des feuilles est réduite à des aiguilles. Ils perdent leurs feuilles, sensibles au gel ou au dessèchement et se dispensent ainsi de les protéger. Les angiospermes comptent 250 000 à 300 000 espèces, dans 12 000 genres regroupés en 445 familles, elles-mêmes reparties en 56 ordres .
En Europe de l'Ouest, la plupart des feuillus sont des arbres à feuillage caduc (ou décidus), c'est-à-dire qui perdent leurs feuilles en automne, par exemple le chêne, le mûrier, le peuplier. Mais certains ont un feuillage persistant, comme le houx, le laurier, ou le chêne vert.
Dans le monde, les feuillus sont les végétaux qui contribuent le plus aux émissions d'isoprène dans l'air (COV qui les rend plus tolérants à la chaleur et aux UV solaires, mais contribue aussi à certains phénomènes de pollution de l'air liés aux smogs et à l'ozone troposphérique), alors que les résineux émettent d'autres types de COV-non méthaniques (terpènes, qui sont des chaines d'isoprène et qui contribuent aussi à modifier le climat et la qualité de l'air aux échelles locales et régionales).

## Intérêt économique
En zone tempérée, y compris dans ses parties les plus froides, les « feuillus durs » (qui poussent plus lentement) sont les bois qui présentent la plus grande valeur commerciale.
À titre d'exemple, au Québec, selon une étude récente :  
- en 2002, les ventes de bois issus de feuillus auraient officiellement représenté une valeur d'environ 2,3 milliards de dollars ;
- Le sciage de feuillus durs génère des retombées globales économiques équivalentes à celles des résineux, mais avec des volumes moindres.
- Les feuillus comptaient dans les années 2005-2009 pour plus de 17 % de la consommation totale des usines de transformation primaire du bois au Québec. Si 5 % des produits de première transformation actuellement exportés étaient utilisés au Québec, l’emploi dans ce secteur augmenterait de 9 %. La seconde et troisième transformation doublent la valeur des produits fabriqués en bois de feuillus ;
- Dans le cas des plantations de chênes ou hêtres, selon des simulations informatiques[4], mais aussi d'après les analyses des croissances observées en parcelles expérimentales en Allemagne[5], pour le hêtre et le chêne contrairement aux recommandations en vogue à la fin du XXe siècle qui recommandaient 6 000 à 10 000 pieds/hectare pour favoriser des arbres élancés, mais sans nœuds), une moindre densité serait plus rentable. Des peuplements à écartement bien moins denses (800 à 4 000 plants/hectare) sont financièrement plus rentables, malgré une moindre qualité de grumes produites. L'élagage de ces peuplements durant leur croissance renforcerait encore cette rentabilité. Contrairement à ce qui se passe pour les résineux, on manquait de données concernant les feuillus. Les auteurs suggèrent de mieux étudier l'impact de l'écartement inter-plans chez d'autres feuillus sur la qualité et la rentabilité du bois. Pour le moment les études ne donnent pas de conclusions consensuelles quant à un éventuel plus ou moins grand intérêt écologique ou sanitaire